# L'Archange Gabriel de Visotski
L'Archange Gabriel de Visotski est une des sept icônes datant de la fin du XIVe siècle provenant de la déisis du monastère de Visotski, à Serpoukhov en Russie. Cette déisis est aussi désignée sous le terme de langue russe : Visotski tchin c'est-à-dire registre d'icônes de Visotski.

## Description
Cette icône de Gabriel archange date des années 1387-1395. Elle fait partie, à sa création, du registre de la déisis du monastère de Visotski à Serpoukhov. Aujourd'hui c'est la Galerie Tretiakov qui l'expose et en assure la préservation.
Les autres personnages des icônes de cette déisis à sept personnages sont le Christ Pantocrator, Marie (mère de Jésus), Saint Jean le Baptiste, l'archange Mikhaïl, l'apôtre Pierre, l'apôtre Paul.

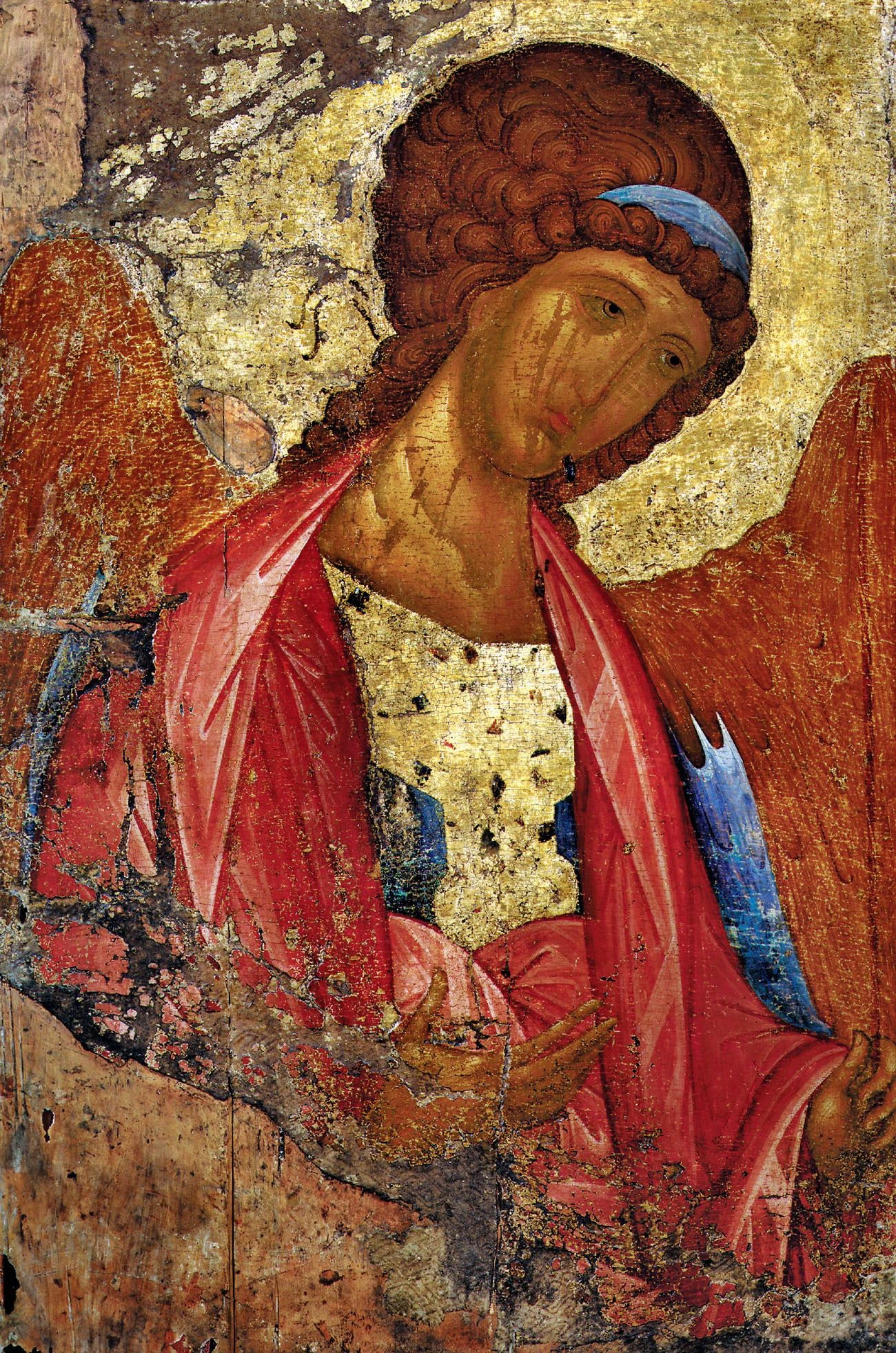
Icône de l'archange Mikhaïl d'Andreï Roublev parmi celles de la déisis de la Dormition de Zvenigorod

## Histoire
Le nom et la datation des icônes de la déisis sont liés à la vie de l'higoumène du monastère Visotski, Athanase le vieux. En 1387 ce dernier accompagne le métropolite Cyrille à Constantinople pour commander les icônes.
Les icônes sont envoyées de Constantinople au monastère, alors que c'est (Athanase le jeune) qui lui a succédé.
Mikhaïl Alpatov et Victor Lazarev comparent la déisis de Visotski à celle du registre de Zvenigorod d'Andreï Roublev dans la Cathédrale de la Dormition sur Gorodok. Peut-être le jeune maître (né en 1360) a-t-il eu l'occasion de voir ces sept icônes de cette déisis. La comparaison permet de constater les qualités des arts byzantins et russes à la fin du XIVe siècle début du XIVe siècle et montre dans quelle direction a travaillé Roublev sur base de l'héritage byzantin. 
Les archanges de Zvenigorod et de Visotski ont de nombreux traits de ressemblance mais celui de Roublev est peint avec plus de tendresse, de chasteté, de spiritualité,.